# Chaka Yanhu
Chaka Yanhu (kinesiska: 茶卡盐湖) är en saltsjö i Kina. Den ligger i provinsen Qinghai, i den nordvästra delen av landet, omkring 240 kilometer väster om provinshuvudstaden Xining. Arean är 117 kvadratkilometer.
Genomsnittlig årsnederbörd är 300 millimeter. Den regnigaste månaden är juli, med i genomsnitt 84 mm nederbörd, och den torraste är december, med 1 mm nederbörd.